# Попов, Николай Евграфович

Русский авиатор Попов Николай Евграфович

Николай Евграфович Попов (11 июня 1878, Иваново-Вознесенск — 30 декабря 1929, Канны, Франция) — русский воздухоплаватель и лётчик.

## Биография
Родился в г. Иваново-Вознесенске, в семье нежинского грека, потомственного почетного гражданина Евграфа Александровича Попова, который вскоре перебрался в Москву, где занимал должность доверенного Товарищества "Куваевской ситценабивной мануфактуры". Семья Евграфа Александровича и Александры Васильевны Поповых, по купеческой мерке, считалась небольшой: всего семеро детей — три дочери и четыре сына. Младшим был Николай, который появился на свет 11 июня 1878 года.

### Учёба
После окончания гимназии поступил в Московский сельскохозяйственный институт (бывшая Петровская земледельческая и лесная академия) на сельскохозяйственное отделение. Завершив обучение, получил звание ученого агронома и поехал работать в один из подмосковных уездов. Агрономическая наука даже в столичных губерниях была ещё в диковинку. Там столкнулся с поразительной рутиной, царившей тогда в русской деревне, с невежеством помещиков, не имевших понятия о современных методах ведения сельского хозяйства, с произволом управляющих, с забитостью крестьян. Попов ненадолго задержался в деревне. Он решил искать иное применение своим способностям. Искать в областях, весьма далеких от сельского хозяйства и записанной в его дипломе специальности.

### Школа жизни
Ещё не расставшись до конца с агрономией, он стал все больше сил отдавать другой деятельности, которая не могла нравиться властям предержащим и настолько активно, что над ним нависла угроза ареста. Николай Евграфович предпочел добровольное изгнание и благодаря связям отца и его капиталам сумел вовремя скрыться из виду. Вскоре он объявился в Европе: Германия, Франция, Швейцария… Он переезжает из страны в страну, жадно впитывая все, что видит, слышит, узнаёт. В Швейцарии Попов увлекся альпинизмом — видом спорта, неизвестным ещё тогда в России. Под руководством опытных преподавателей он овладевал искусством хождения в горах, покорения горных высот. Там, в Швейцарских Альпах, он продолжал закалять свой характер, оттачивать мужество, силу воли и ловкость. Альпинизм — спорт смелых, и он как нельзя более импонировал Попову, уже тогда, в молодости, сумевшему оценить исключительное значение в новое время старой латинской максимы: «Здоровый дух в здоровом теле».
В Швейцарии, в Женеве, проходила Национальная промышленная выставка. Многое привлекло на ней Попова, но особенно заинтересовал его огромный аэростат. Желающие могли за несколько франков занять места в гондоле корзине, и воздушный шар, взмыв вверх, поднимал их на два три десятка метров к облакам. Ощущение высоты было ещё более острым, чем в горах. Дамам порою делалось дурно, даже некоторые мужчины бледнели, когда шар рвался ввысь, с трудом сдерживаемый тросами. Попов занимал место в гондоле несколько дней подряд. И даже сфотографировался в ней, рядом с другими «пассажирами» и служителями. Элегантно одетый молодой человек стоял у края гондолы с очень довольным и независимым видом. Эту фотографию он отправил родным в Москву.
Скитания по Европе длились, однако, недолго. В них было слишком много праздности, а это не могло нравиться Попову, который по своей натуре был человеком исключительно деятельным.

### Две войны
Так бунтарь, революционер, очутился в Южной Африке, среди буров, воевавших против Англии. Обе стороны, и англичане и буры, применяли новые виды оружия: магазинные винтовки, пулемёты, скорострельные пушки, которые требовали новых способов ведения войны: применение рассыпного строя, манёвра, самоокапывание. Обе стороны применили также новые виды связи: гелиограф, полевой телеграф, световую сигнализацию и сигнализацию флажками, воздушные шары. Англо бурская война значительно отличалась от всех предыдущих и была первой войной XX века, которой уже в значительной мере присущи были характерные черты войн новейшего времени, войн нашего столетия. Несмотря на героическое и стойкое сопротивление, буры потерпели поражение, их независимые республики перестали существовать и превратились в английские колонии. Попов вернулся в Европу. Путь в Россию по прежнему был заказан, и он, чтобы не терять времени попусту, решил пополнить своё образование. Его привлекала политэкономия, и он стал посещать лекции сперва в Париже, затем в Цюрихе и Женеве.
Грянула русско японская война — война за господство над важными в стратегическом и экономическом отношении районами, за перераспределение сфер влияния на Дальнем Востоке. Как только до Попова дошла весть о нападении японцев на русскую тихоокеанскую эскадру и Порт Артур, Николай Евграфович немедленно устремился на родину, чтобы принять участие в военных действиях. Как только он пересек границу, его арестовали и препроводили в тюрьму. И тогда в дело вновь вмешались влиятельные друзья его отца, а также его собственные друзья и родственники. Просьба о зачислении в армию не была исполнена по причине его «неблагонадежности», и ему дозволили лишь отправиться в Маньчжурию в качестве военного корреспондента. Именно такое предложение поступило Попову из Петербурга от Алексея Алексеевича Суворина, издателя газет «Новое время» и «Русь». В качестве военного корреспондента газеты «Русь» побывал на фронтах Русско-японской войны и даже был тяжело ранен в бою с японцами под Ляояном, попал в госпиталь.

### Воздухоплаватель
В госпитале, постепенно поправляясь, Попов «заболел» идеей путешествия к Северному полюсу. Выздоровев, он направился в Исландию для изучения корабельного дела и мореплавания, поступил матросом на рыболовную шхуну и долгое время плавал на ней в северных широтах. Узнав из газет о готовящейся экспедиции на полюс, Попов тут же устремился во Францию, чтобы предложить свои услуги инженеру Ваниману. При строительстве дирижабля Попов сперва работал слесарем, затем стал механиком. В этом амплуа он вылетел в составе команды «Америго-II» на полюс, на котором американский журналист У. Уэлмен пытался достичь Северного полюса. Однако старт с острова Шпицберген был неудачным.

### Увлечение авиацией

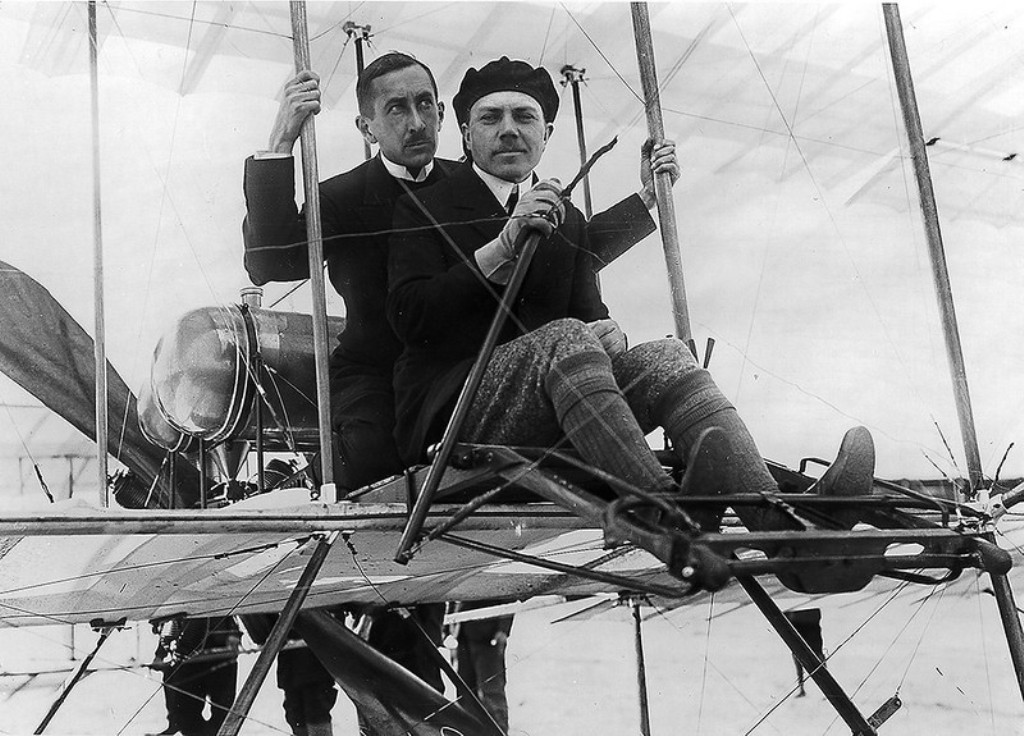
Лётчики Н. Е. Попов и М. Н. Ефимов во время полётов во Франции, 1910 год

После этого Попов всерьёз увлёкся авиацией. В 1909 году он уехал во Францию, где стал работать механиком в авиашколе, созданной братьями Райт под Парижем, что позволяло ему проводить целые дни на аэродроме Жювизи под Парижем. Получив первые уроки лётного мастерства у шеф-пилота и первого ученика школы Райтов графа Шарля де Ламбера, француза, сына русского подданного, он 13 декабря 1909 года совершил свой первый самостоятельный вылет на аэроплане «Райт». Первый полёт длился недолго: из за неправильного движения рулями Попов опустился слишком резко и довольно сильно расшибся. Пострадал и аэроплан. Это, однако, не обескуражило Николая Евграфовича. Через месяц, оправившись от ран и ушибов, он вновь устремился в небо. А так как своего аппарата у него не было и после неудачного декабрьского дебюта в Жювизи там никто не хотел предоставить ему хотя бы ещё раз самолёт для тренировок, Попов сделал «ход конём». Он поступил на службу в… общество «Ариэль» и уехал в Канн, на, тамошний аэродром. Как служащему «Ариэля» и будущему «коммивояжеру» этого акционерного общества ему разрешили летать на «райтах», овладевать пилотским мастерством. «Здесь также не раз мне приходилось падать, — признается он несколько месяцев спустя, — расшибаться и ломать аппараты. Но я не унывал… Чинил поврежденные аппараты и снова предпринимал полёты. Таких падений было, кажется, около восемнадцати. И вот в результате я совершенно самостоятельно научился летать на труднейшем аппарате — биплане братьев Райт. Первый вполне удачный полёт он совершил почти перед самым началом авиационных состязаний в Канне.

### На пике славы
Несмотря на отсутствие диплома пилота, принял участие в авиационных соревнованиях в Каннах 27 марта 1910 года, по итогам которых 28 марта 1910 года комиссар аэроклуба Франции выдал ему диплом пилота-авиатора за № 50. Особенно удачным был полёт русского пилота в последний день состязаний. Целый день он вместе с механиками провозился с мотором и лишь за четверть часа до закрытия состязаний взлетел. С аэродрома пилот направил свой аэроплан в Канн. Заполнившие набережную горожане с удивлением и восхищением увидели в вечереющем небе аэроплан, от города направляющийся к морю. Позже об этом полёте над морем Попов рассказывал в Петербурге: „В день полета пришло известие о гибели Леблона. Все авиаторы отказались лететь, и я один в тот вечер поднялся. Публика, изможденная долгим ожиданием, встретила меня овациями… Закат солнца, который захватил меня в море, озарял мой аппарат в пурпурный цвет, создавая волшебную картину человека-птицы“. Впечатляющий полёт русского лётчика над морем к Леринским островам вошёл в историю. Попов за него получил самый большой приз состязаний — 25 тысяч франков, а также приз города Канна. По количеству призов он занял первое место.

### Возвращение в Россию
По возвращении в Россию окончил Петербургскую офицерскую воздухоплавательную школу (ОВШ), стал высококлассным лётчиком, неоднократно участвовал в показательных выступлениях лётчиков во многих городах России и странах Европы. В конце апреля 1910 года Н. Е. Попов на первой авиационной неделе в Петербурге блестяще продемонстрировал своё лётное мастерство — на биплане „Райт“ установил рекорд высоты (600 м). В эти годы в Гатчине находилось учебное поле воздухоплавательного парка. Именно здесь Попов летал на „Фармане“, испытывал аэроплан „Райт“, обучал лётному мастерству поручиков Е. В. Руднева и Н. Н. Данилевского. 21 мая 1910 г. в девятом часу вечера на Гатчинском аэродроме произошла катастрофа — при посадке разбился аэроплан, пилотируемый авиатором Николаем Евграфовичем Поповым. Тяжело раненного пилота положили в Гатчинский Дворцовый госпиталь. Полученные серьёзные травмы не позволили ему продолжить авиационную работу. Немного оправившись, уехал за границу лечиться, в Россию больше не вернулся.

### Последние годы
Последние годы жил во Франции. Известно, что в годы Первой мировой войны он служил в качестве рулевого на боевом дирижабле ВВС Франции. После войны Николай Евграфович оставил Париж и перебрался вновь на юг, на Ривьеру, где он чувствовал себя гораздо лучше, чем в любом другом месте: старые недуги опять начали назойливо напоминать о себе. Ему удалось устроиться в каннский гольф-клуб на должность „стартера“. Попов не чурался никакой работы, с чувством собственного достоинства относился он и к этой должности. Во всяком случае, он зарабатывал себе на хлеб честным трудом, ни перед кем не унижаясь, никого ни о чём не упрашивая, не поступаясь своими принципами, не втягиваясь ни в какие интриги, коими кишела русская эмигрантская среда. От русских эмигрантских организаций Попов принципиально держался как можно дальше, не поддерживал с ними никакой связи. Все русское, родное было для него незыблемо и свято, он принимал новую Россию такой, какой она стала в результате революционного взрыва, и никогда не сомневался в справедливости пословицы, которую любил повторять: „Все что ни делается, делается к лучшему“.
Сын богатого купца, Попов всю жизнь был бесконечно далек не только от торговых дел, но и вообще от какого бы то ни было предпринимательства, от так называемого „интереса“. Он служил делу, к которому влекло его сердце — горячее сердце человека увлеченного, одержимого благородной целью.
Умер Н. Е. Попов в безвестности вдалеке от Родины, покончив с собой в понедельник 30 декабря 1929 года. В предсмертном письме он написал „о невозможности долее жить, когда непрерывно гложет болезнь и нестерпимые боли головы и позвоночника, когда неврастения не дает покоя“. Похоронен русский авиатор в первый день нового, 1930 года, под сенью кипарисов в протестантской части кладбища „Дю Гран Жас“, на северо-западной окраине Канна, не очень далеко от виллы „Натали“. Похоронили по третьему разряду, в общей могиле для бедняков, с несколькими отчаявшимися каннскими нищими и бродягами. Вскоре после похорон Каннский аэроклуб увековечил память Николая Евграфовича укреплением мемориальной доски на кладбищенской стене напротив его могилы.
На белом мраморе высечены слова (по-французски):
НИКОЛАЙ ПОПОВ 

скончавшийся 1 января 1930 

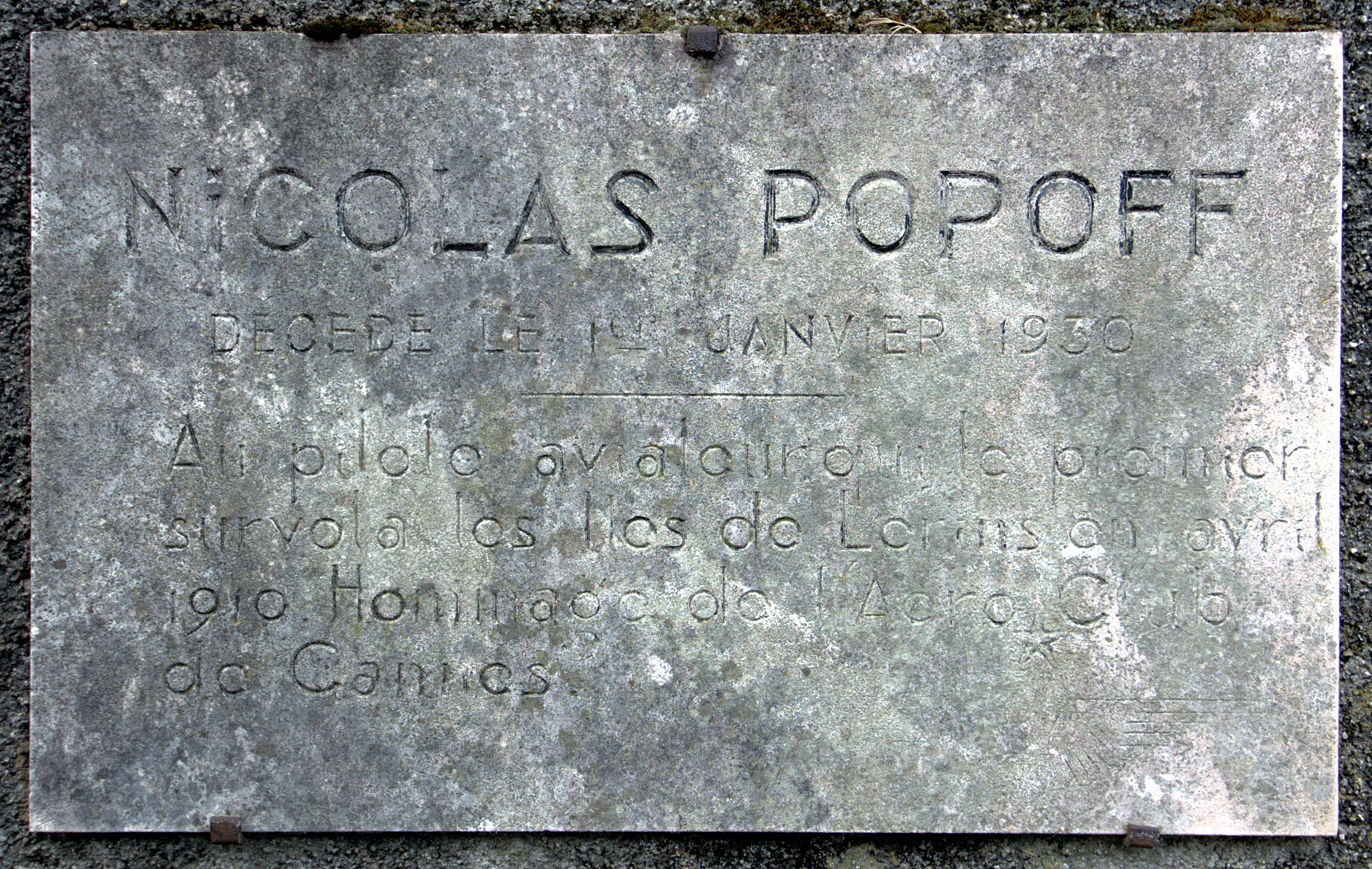
Памятная табличка Н. Е. Попову на каннском кладбище Гран-Жас, 2010 год

Пилоту-авиатору, первым достигшему по воздуху Леринских островов в апреле 1910.

Дань уважения от Каннского аэроклуба.
И чуть ниже, в правом углу, изображены символические крылья — эмблема французских авиаторов — со звездочкой над ними и венком внизу.
 Это графическое выражение девиза французских лётчиков:
```
    
Звезда указывает путь тебе.

    
Несут тебя крылья,

    
И ждет тебя лавровый венец.
```

## Сочинения
- Попов Н. Е. К северному полюсу на дирижабле. — В кн.: Летные приключения: Были и факты/Сб. рассказов под ред. К. Е. Вейгелина. [М.; Л., 1925], с. 60 — 72
- Попов Н. Е. Война и лёт воинов. — брошюра, 1910

## Примечание
1. ↑  Работал механиком в авиашколе братьев Райт. ivgazeta.ru. Дата обращения: 22 августа 2023. Архивировано 22 августа 2023 года.
2. ↑  Попова называли пилотом номер два. Первый русский авиатор Ефимов обладал дипломом за № 31. А третий русский, Владимир Лебедев, в конце июня 1910 года получил диплом пилота-авиатора № 98. Эти лётчики вошли в книгу „Сто первых авиаторов мира на заре авиации“, хранящуюся в Национальном авиационном музее Франции.
3. ↑  Ошибочно указана дата похорон, а не смерти.